# Norm Macdonald
Norm Gene Macdonald (17. října 1959 Québec – 14. září 2021 Duarte) byl kanadský herec a komik. Jeho bratrem je novinář Neil Macdonald. Začínal jako stand-up komik v kanadských klubech. Působil v několika sériích pořadu Saturday Night Live. Hrál například ve filmech Billy Madison (1995), Lid versus Larry Flynt (1996) a Šest směšných (2015). Rovněž hrál v řadě seriálů, včetně Jmenuju se Earl a Průměrňákových. V letech 2013 až 2018 uváděl podcast Norm Macdonald Live. Později měl další vlastní pořad Norm Macdonald Has a Show.
V roce 2013 mu byla diagnostikována Kahlerova nemoc. Došlo u něj k remisi, ale v roce 2020 se rakovina vrátila. Zemřel 14. září 2021 v nemocnici v kalifornském Duarte.